# 菲伦佐拉
菲伦佐拉（義大利語：Firenzuola），是意大利佛罗伦斯省的一个市镇。总面积272.06平方公里，人口4908人，人口密度18.0人/平方公里（2009年）。ISTAT代码为048018。